# XIIe siècle av. J.-C.
IIIe millénaire av. J.-C. |
IIe millénaire av. J.-C. |
Ier millénaire av. J.-C.
../.. |
XIVe siècle av. J.-C. |
XIIIe siècle av. J.-C. |
XIIe siècle av. J.-C. |
XIe siècle av. J.-C. |
Xe siècle av. J.-C. |
../..
Années 1190 av. J.-C. | Années 1180 av. J.-C. | Années 1170 av. J.-C. | Années 1160 av. J.-C. | Années 1150 av. J.-C. 
 Années 1140 av. J.-C. | Années 1130 av. J.-C. | Années 1120 av. J.-C. | Années 1110 av. J.-C. | Années 1100 av. J.-C.
Voir aussi : Liste des siècles, Chiffres romains

## Événements
- 1200-200 av. J.-C. : période de l’Horizon ancien au Pérou[1]. Civilisation Chavín des Andes de Cajamarca et de la côte nord du Pérou (1200/850-400/200 av. J.-C.). Temples et sculptures (bas-reliefs, têtes en ronde bosse). Objets de céramique, de bois, de pierre, d’argent et d’or, tissus bien conservés, brodés et peints[2].
- Vers 1200 av. J.-C. : apparition sur les peintures rupestres du Sahara de chevaux attelés à des chars à deux roues et conduits par des guerriers armés de javelots et de boucliers (période caballine, 1200-300 av. J.-C.)[3]. Elles indiquent des contacts entre la Méditerranée et l’Afrique subsaharienne.

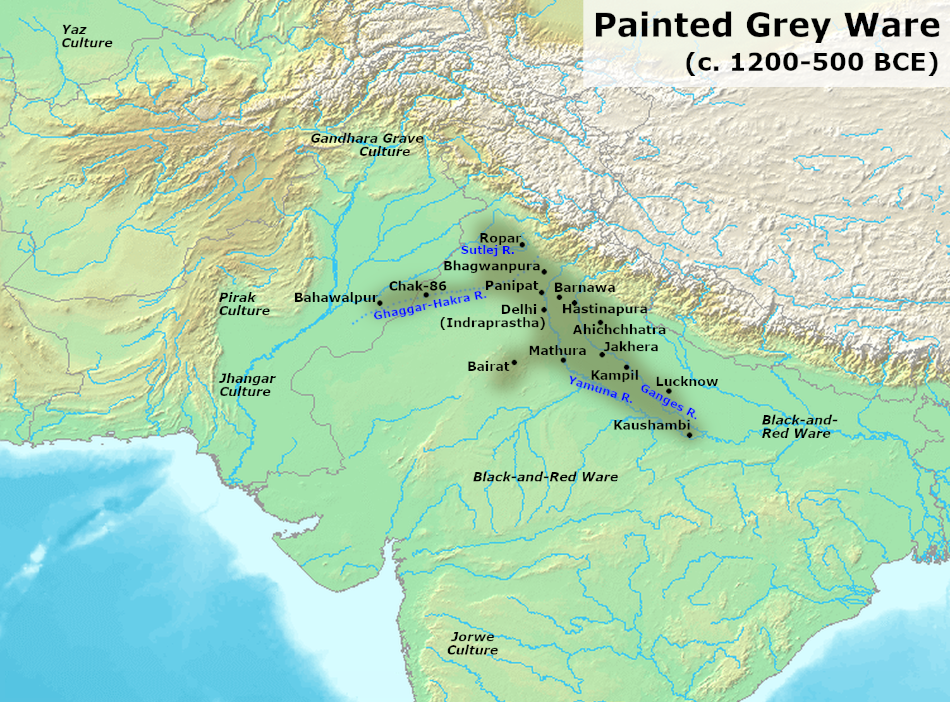
Localisation des sites de la culture de la céramique grise peinte.

- 1200-600 av. J.-C. : la culture de la céramique grise peinte succède à la culture de la céramique noire et rouge dans la vallée du Gange en Inde[4]. Cette culture archéologique correspondant aux débuts de l’âge du fer est liée par quelques chercheurs à l’arrivée des Aryens, cavaliers indo-européens armés de fer venus du nord-ouest, qui auraient pu contribuer au déclin de la culture de Harappa[5]. Leur progression est facilitée par leurs rapides chars de combat tirés par des chevaux, leurs arcs, lances, haches de guerre, armures et casques. Ils introduisent la langue védique et on leur doit la rédaction des Veda. L’économie aryenne est mixte, pastorale et agricole. Le bétail joue un rôle important, et constitue une valeur, voire un moyen de paiement. Le cheval est utilisé à des fins militaires (char à deux roues). Chèvres et moutons fournissent la laine. Les mentions concernant l’agriculture sont rares et cette activité semble être considérée comme plébéienne.
- 1200-700 av. J.-C. : apogée de la culture de Karasuk en Asie centrale, entre la mer d’Aral et le bassin de Minoussinsk, sur le Haut-Ienisseï[6],[7]. L'industrie du bronze devient très élaborée : couteaux, haches et pointes de lances de la culture de Karasuk sont produits et s'échangent jusque dans la Chine de la dynastie Shang.

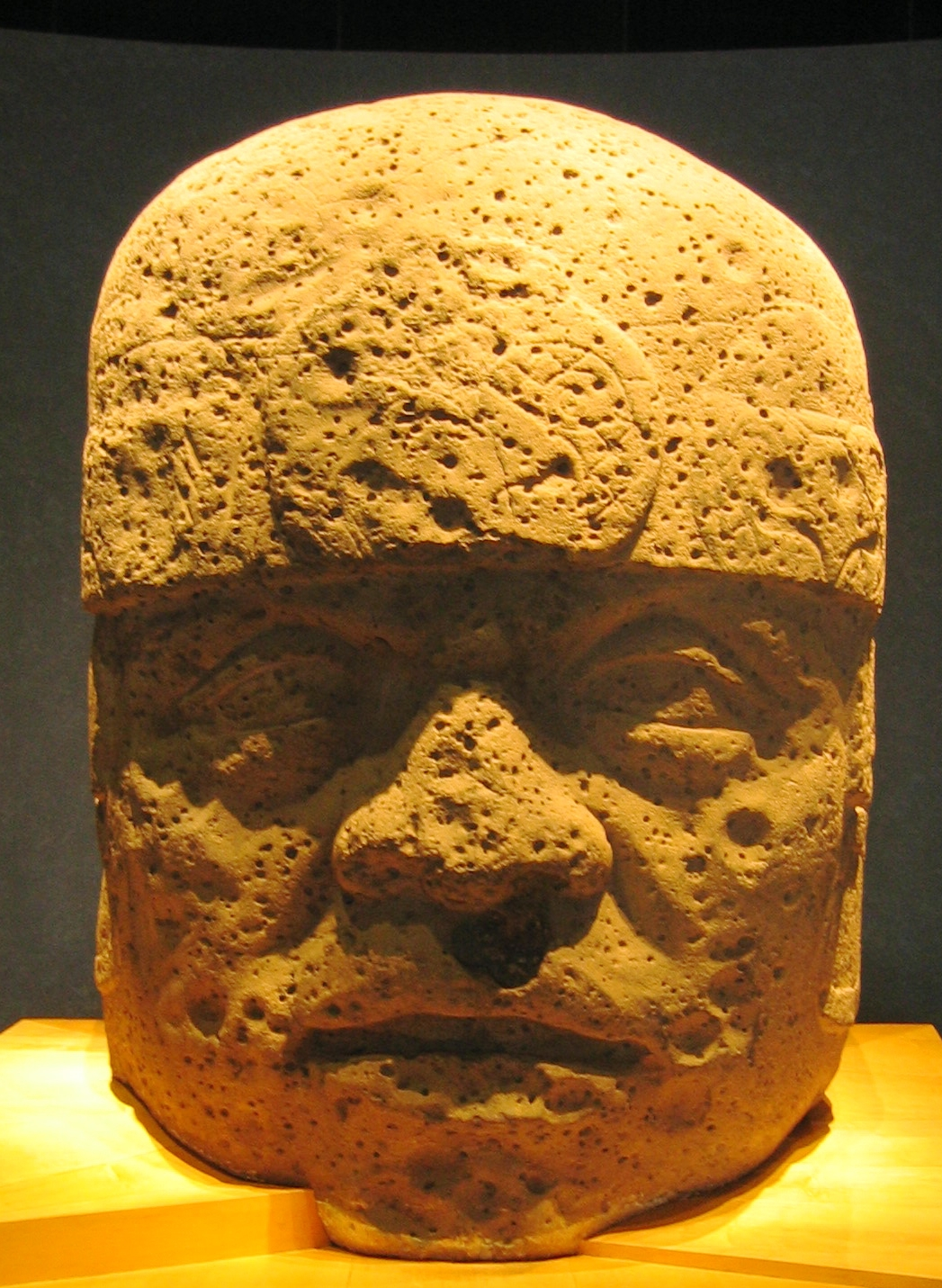
Tête colossale 2 de San Lorenzo, vers 1200 à 900

- 1150-900 av. J.-C. : apogée du site de San Lorenzo, première des cités olmèques[8]. Des communautés s'établissent le long des Tierras Calientes (terres chaudes) du golfe du Mexique. Les cités olmèques sont gouvernées par une oligarchie élitaire capable d’organiser des équipes de travailleurs destinées à l’édification des temples, des palais et des pyramides[9]. Le maïs représente l’essentiel de l’alimentation des Olmèques. Le poisson et le chien fournissent la plus grande part des protéines. Le cerf et le cochon sauvage sont consommés occasionnellement, de même que la chair humaine.

### Proche-Orient
- Vers 1205-1100 av. J.-C. : apogée du royaume d’Élam sous la dynastie des Shutrukides , avec Suse pour capitale[10].
- Entre 1200 et 1000 av. J.-C. : des peuples de langue indo-européenne pénètrent en Iran en deux vagues successives : les Madai (Mèdes) et les Parsua (Perses) entrent par le Caucase et se fixent autour du lac d’Urmiah. Les Parthava (Parthes) et les Hairawa suivent les rives orientales de la Caspienne, entrent en Iran par le nord-est et se répandent progressivement au Turkestan, en Afghanistan et au Baloutchistan[11]. Perses et Mèdes appartiennent au groupe satem (ils utilisent ce mot pour désigner le nombre 100). Certains auteurs ont tenté de relier l’usage de la céramique grise lissée (BGW) de l’âge du Bronze iranien du Nord-Est (Teppe Hissar, Tureng Tepe et Shah Tepe (en), sites abandonnés vers 1700-1600 av. J.-C.) avec ces tribus, d’autres avec celui de la céramique grise lustrée de la phase IV de la culture funéraire du Gandhara dans la vallée du Swat au Pakistan septentrional, et à la céramique peinte des cultures du « Cimetière H » à Harappa (1800-300 av. J.-C.) et de Pirak (1800-800 av. J.-C.), sans que le lien entre leur groupe linguistique et ces céramiques puisse être attesté[12].

« Effondrement de l'âge du bronze ».

- 1200-1180 av. J.-C. : « effondrement de l'âge du bronze »[15], ou temps de la confusion au Proche-Orient. Invasion des Peuples de la mer, ensemble de peuples mal connus d’origine méditerranéenne[16]. De nombreuses villes du sud de la Syrie et de Canaan sont détruites. Un fragment de vase portant le cartouche de la reine d’Égypte Taousert trouvé dans la couche détruite de Deir Alla (en) sur le Jourdain, permet de la dater après 1190 av. J.-C.[17]. L’empire hittite s’effondre vers 1180-1170 av. J.-C. sous les coups des Phrygiens, peuple indo-européen associé aux Mushki. Ils s’allient aux Gasgas et occupent la majeure partie de l’Anatolie, refoulant les Louvites au-delà du Taurus[11]. Ougarit, importante cité syrienne, est saccagée durant la même période, toujours par les Peuples de la mer. L’Égypte résiste sous Ramsès III, puis se replie, ce qui crée un vide politique en Syrie et en Palestine qui favorise l’émergence de pouvoirs locaux[18] :
  - vers 1175 av. J.-C., les Philistins, qui font partie des Peuples de la mer, s’établissent sur la zone côtière sud cananéenne (de Gaza à Tel-Aviv actuels) et donnent leur nom à la Palestine[16]. Ils introduisent la technologie du fer qu’ils ont peut-être acquise au contact des Hittites lors de leur passage en Asie mineure[13].
  - les Hébreux entrés au XIIIe et XIIe siècles av. J.-C. au sud de Canaan, unifient leurs différentes tribus pour résister à l’instabilité et se sédentarisent progressivement[19]. Ils sont répartis en clans et tribus selon un système patriarcal avec les traces d’un matriarcat primitif. Il ne semble pas que les tribus qui ont formé Israël aient eu la notion de l’existence d’un seul dieu. Lorsqu’elles se sont sédentarisées en s’installant en Palestine, elles adorent simultanément les Baal locaux, divinités liées aux activités agricoles, et Yahvé. L’évolution vers le monothéisme se fait lentement sous la contrainte de plusieurs forces indépendantes : plus qu’un rejet du polythéisme originel, on assiste à la prépondérance grandissante de Yahvé sous l’action des prophètes et des religieux, sans faire obstacle à une réelle absorption des religions cananéennes, ou à un syncrétisme, que l’on retrouve clairement dans la pratique et dans les rites.
  - les cités phéniciennes prennent leur indépendance (1150 à 875 av. J.-C.)[20] (Arwad, Byblos, Sidon, Sarepta, Tyr...). Elles connaissent la prospérité et fondent des colonies à travers la Méditerranée et jusqu’à la côte occidentale de l’Afrique et du Portugal. Elles sont le vecteur d’un apport de civilisation de premier ordre. Les Phéniciens introduisent l’alphabet en Grèce et diverses techniques et connaissances dans tout le monde méditerranéen.
  - une mosaïque de royaumes « néo-hittites », du flanc nord du Taurus à l’Oronte, s’organise dans le courant du XIe siècle av. J.-C. : la confédération du Tabal, le Milid (Malatya), le Kummuhu (Commagène), le Gurgum (Capitale Marqasi, aujourd’hui Maras), la Cilicie (Capitale Adana), les royaumes de Ya’diya (Zencirli), de Karkemish (où Asuhi est roi), Pattina (Hatay actuel), d’Alep, la principauté de Til Barsip (Tell Ahmar), le royaume de Hama. Ces royaumes sont occupés par des populations hittites, hourrites et sémitiques, mais c’est la langue luvite qui est partout utilisée dans les inscriptions hiéroglyphes monumentales ou rupestres[11].
  - les Araméens, sémites nomades du désert de Syrie, peut-être rejetés vers l’est par les Peuples de la mer, occupent la Syrie et pénètrent en Mésopotamie, se sédentarisant au fur et à mesure de leur avancée[21].
- 1194-1184 av. J.-C. : Guerre de Troie (dates proposées par Ératosthène). Il est fort possible qu'il s'agisse d'une guerre entre les rois grecs et les Hittites.

### Égypte
- 1184-1153 av. J.-C. : règne de Ramsès III, pharaon de la XXe dynastie. Bataille du delta du Nil contre les Peuples de la mer (Shardanes, Sicules,Grecs...) vers 1175 av. J.-C. (victoire égyptienne), première grève de l'Histoire à la fin de son règne. Le roi est assassiné à la suite de la conspiration du harem.
- Vers 1130-1069 av. J.-C. : instabilité politique, hausse des pillages de tombes et effritement progressif du Nouvel Empire.

### Europe
- Vers 1250-850 av. J.-C. : « civilisation des champs d'urnes » en Europe occidentale[22]. Les peuples d'Europe qui pratiquaient l’inhumation dans des tumulus adoptent soit par acculturation, soit par l’invasion d’est en ouest de peuples étrangers, l’incinération et le recueil des cendres dans des urnes funéraires enterrées dans des cimetières pouvant compter jusqu’à 10 000 tombes. Les fondeurs, plus particulièrement ceux des palafittes arrivent à l’apogée de leur art : épées, hache à douille ou à aillerons, casques, cuirasses, bouclier, jambières, créent de nouveaux outils : gouges, ciseaux, tranchets, racloirs, ciselets, burins, marteaux, enclumes, rasoirs, couteaux, faucilles…
- 1200-1100 av. J.-C. : période de Hallstatt A[23]
- 1200–1050 av. J.-C. : Chypriote récent III, marqué par des destructions dans les principaux sites archéologiques de Chypre, où la langue grecque s’implante vers 1050 av. J.-C.[24],[25].

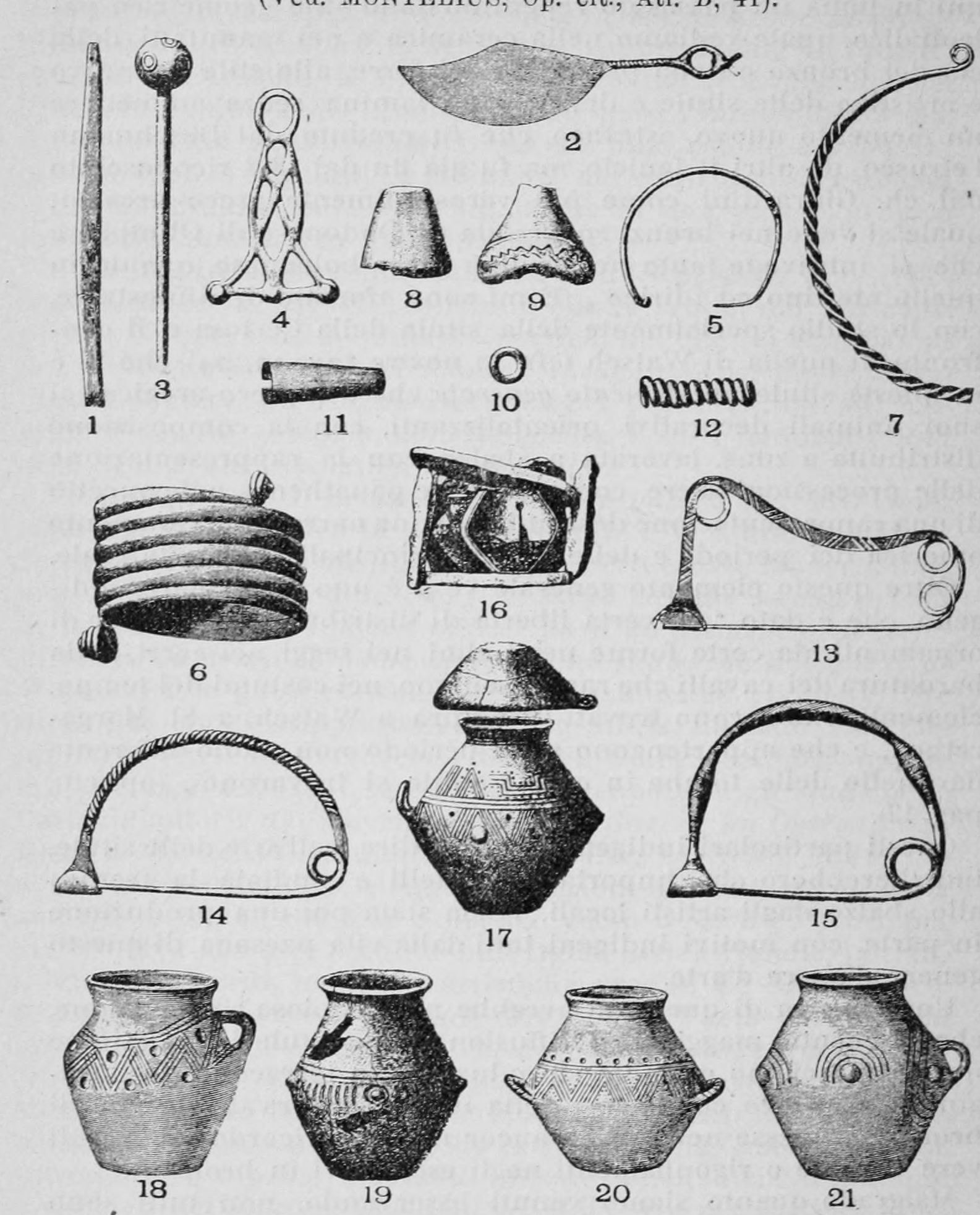
Objets de la culture protovillanovienne : bracelets, épingles, rasoirs, fibules, urnes...

- Vers 1200-900 av. J.-C., Italie : période de transition entre l’âge du bronze et l’âge du fer dite subapenninique en Italie centrale et méridionale (vers 1300/1200-1050 av. J.-C.[26]) et protovillanovienne dans le centre-nord de la péninsule (1200-900 av. J.-C.[27]). On trouve dans toute la péninsule des nécropoles où sont enterrés les restes des défunts incinérés dans des urnes de terre cuite (civilisation des champs d’urnes). Cette transformation du mode d’inhumation s’explique vraisemblablement par des migrations internes à l’Italie ou externes, en provenance du nord et de l’est. À la même époque, des groupes humains arrivent de l’Égée. Des contacts sont établis avec Mycènes en Italie méridionale, dans le Latium et en Étrurie.

- 1194-1184 av. J.-C. : Guerre de Troie (selon Ératosthène). Conflit hypothétique entre les cités achéennes en Grèce et les Hittites.

- 1190–1100 av. J.-C. : Helladique Récent III C1 en Grèce[28]. Effondrement de la civilisation mycénienne[29]. Des troubles sont notés à Iolkos, Korakou près de Corinthe, Mycènes, Tirynthe puis Lefkandi en Eubée et Teikhos Dymaion près de Patras[30]. Ces évènements adviennent dans un contexte de violences généralisées en Méditerranée orientale, mais la thèse d’une invasion massive de populations étrangères est désormais écartée au profit d’un processus plus complexe, attribuant notamment la disparition du système palatial à des conflits sociaux internes amenant la redistribution du pouvoir au détriment des élites. La civilisation mycénienne se maintient jusqu’à la fin du siècle sur des sites non palatiaux comme Lefkandi en Eubée ou la ville basse de Tirynthe qui connait alors son expansion la plus grande, mais disparait au début du XIe siècle av. J.-C., quand de nombreux sites sont abandonnés sans traces de violence[31]. La Grèce continentale dépeuplée retourne à la vie agricole et les classes dirigeantes déclinent du fait de la crise économique (les productions étaient très spécialisées, les échanges se raréfient avec les marchés égyptiens et orientaux et les routes commerciales de l’étain et du cuivre sont partiellement interrompues). Les seigneurs mycéniens ruinés se sont peut-être transformés en pirates dans les Cyclades ou ont fui comme le montre l’installation massive de Mycéniens à Chypre. Les Égéens ne sont plus présents en Sicile.